# Marwin Reuvers
Marwin Reuvers (Roosendaal, 4 maart 1999) is een Nederlands voetballer die als middenvelder voor RBC Roosendaal speelt.

## Carrière
Marwin Reuvers speelde in de jeugd van de Schutters, RKSV BSC en NAC Breda. Sinds het seizoen 2017/18 maakt hij deel uit van de selectie van NAC Breda. Hij debuteerde voor NAC op 18 augustus 2018, in de met 3-0 gewonnen thuiswedstrijd tegen BV De Graafschap. Hij kwam in de 90+1e minuut in het veld voor Anouar Kali.

### Statistieken
| Seizoen                        | Club           | Land           | Competitie     | Competitie | Competitie | Beker | Beker | Totaal | Totaal |
| Seizoen                        | Club           | Land           | Competitie     | Wed.       | Dlp.       | Wed.  | Dlp.  | Wed.   | Dlp.   |
| ------------------------------ | -------------- | -------------- | -------------- | ---------- | ---------- | ----- | ----- | ------ | ------ |
| 2017/18                        | NAC Breda      | Nederland      | Eredivisie     | 0          | 0          | 0     | 0     | 0      | 0      |
| 2018/19                        | NAC Breda      | Nederland      | Eredivisie     | 1          | 0          | 0     | 0     | 1      | 0      |
| 2019/20                        | NAC Breda      | Nederland      | Eerste divisie | 0          | 0          | 0     | 0     | 0      | 0      |
| 2020/21                        | NAC Breda      | Nederland      | Eerste divisie | 0          | 0          | 0     | 0     | 0      | 0      |
| 2021/22                        | RBC            | Nederland      | Tweede klasse  | 0          | 0          | 0     | 0     | 0      | 0      |
| Carrièretotaal                 | Carrièretotaal | Carrièretotaal | Carrièretotaal | 1          | 0          | 0     | 0     | 1      | 0      |
| Bijgewerkt op 26 augustus 2018 |                |                |                |            |            |       |       |        |        |

1 Kortsmit ·
2 Lucassen ·
4 Kemper ·
5 Van den Bergh  ·
6 Staring ·
7 Garbett ·
8 Leemans ·
9 Kostorz ·
10 Ómarsson ·
11 Paula ·
12 Greiml ·
14 Kaied ·
15 Mahmutović ·
16 Balard ·
17 Kuijpers ·
18 Van Reeuwijk ·
19 Fernandes ·
20 Oldrup Jensen ·
23 Kongolo ·
25 Valerius ·
28 Mol ·
29 Van Hooijdonk ·
30 Versluis ·
31 Lamprou ·
37 Van Lare ·
39 Janošek ·
44 Busi ·
55 Sowah ·
77 Sauer ·
99 Bielica ·
Coach: Hoefkens
· Assistent-trainer: Güvenç
· Assistent-trainer: Kaczmarek
· Keeperstrainer: Babos